# Centre de formation de football de Mounana
Actualités
Le Centre de formation de football de Mounana, abrégé en CFM, est un club de football gabonais affilié  à la Ligue de Football de l'Estuaire en Novembre 2006 et à la Fédération Gabonaise de Football en Novembre 2010 sous la référence N° 002/FGF/TG/Nov'10 . Il est engagé en championnat national de première division et en championnat de la ligue de l'Estuaire dans les catégories 2e Division, Junior, Cadet et Minime.

## Histoire
Le CF Mounana est créé en 2006. Une équipe est alors engagée dans le championnat du Gabon de deuxième division. En 2010, le club se promeut en première division. Deux ans plus tard, en 2012, le club est sacré champion du Gabon.
En 2013, il remporte la coupe du Gabon et se qualifie ainsi pour la Coupe de la confédération 2014.
En septembre 2015, il remporte à nouveau la coupe du Gabon, se qualifiant une deuxième fois pour la Coupe de la confédération 2016.

## Palmarès
- Championnat du Gabon
  - Champion : 2012, 2016 et 2017

- Coupe du Gabon
  - Vainqueur : 2013 , 2015 et 2016